# Miss Model of the Year
Miss-Model of the year (česky Modelka roku), je mezinárodní soutěž krásy, která byla založena ve Vancouveru v Kanadě Peterem Stevansonem v roce 1944. Jedná se tak o nejstarší mezinárodní soutěž krásy na světě. Pořádá se každý rok v létě. Účelem této soutěže je najít nejkrásnější modelku světa. Výherkyně má možnost nafotit prestižní snímky pro světové časopisy jako Vogue, ELLE, BAZAR atd. a zúčastní se světoznámých přehlídek u těch největších módních značek.
| Rok  | Vítězka                 | Země                   | Místo konání                     |
| ---- | ----------------------- | ---------------------- | -------------------------------- |
| 1944 | Linda Lewis             | Spojené státy americké | New York, Spojené státy americké |
| 1945 | Kelly Morgan            | Spojené státy americké | New York, Spojené státy americké |
| 1946 | Hana Young              | Spojené státy americké | New York, Spojené státy americké |
| 1947 | Gabrielle Beats         | Spojené státy americké | New York, Spojené státy americké |
| 1948 | Jean Patchett           | Spojené státy americké | New York, Spojené státy americké |
| 1949 | Shannen Taylor          | Spojené státy americké | New York, Spojené státy americké |
| 1950 | Maggie Bundy            | Spojené státy americké | New York, Spojené státy americké |
| 1951 | Kerstin Håkansson       | Švédsko                | New York, Spojené státy americké |
| 1952 | Anna Lexa               | Západní Německo        | New York, Spojené státy americké |
| 1953 | Denise Perrier          | Francie                | New York, Spojené státy americké |
| 1954 | Antigone Costanda       | Egypt                  | New York, Spojené státy americké |
| 1955 | Susan Marks             | Belgie                 | New York, Spojené státy americké |
| 1956 | Elizabeth Parker        | Spojené království     | New York, Spojené státy americké |
| 1957 | Sunny Harnett           | Spojené státy americké | New York, Spojené státy americké |
| 1958 | Penelope Adams          | Jižní Afrika           | New York, Spojené státy americké |
| 1959 | Kate Halliwell          | Spojené království     | New York, Spojené státy americké |
| 1960 | Agneta Frieberg         | Švédsko                | New York, Spojené státy americké |
| 1961 | Hiroko Matsumoto        | Japonsko               | New York, Spojené státy americké |
| 1962 | Jean Shrimpton          | Spojené království     | New York, Spojené státy americké |
| 1963 | Peggy Moffitt           | Spojené státy americké | New York, Spojené státy americké |
| 1964 | Cheryl Tiegs            | Spojené státy americké | New York, Spojené státy americké |
| 1965 | Veruschka von Lehndorff | Západní Německo        | New York, Spojené státy americké |
| 1966 | Twiggy                  | Spojené království     | New York, Spojené státy americké |
| 1967 | Marisa Berenson         | Spojené státy americké | New York, Spojené státy americké |
| 1968 | Dagmar Silvínová        | Československo         | New York, Spojené státy americké |
| 1969 | Eva Reuber-Staier       | Rakousko               | New York, Spojené státy americké |
| 1970 | Donyale Luna            | Spojené státy americké | New York, Spojené státy americké |
| 1971 | Lauren Hutton           | Spojené státy americké | New York, Spojené státy americké |
| 1972 | Christie Brinkley       | Spojené státy americké | New York, Spojené státy americké |
| 1973 | Janice Dickinson        | Spojené státy americké | New York, Spojené státy americké |
| 1974 | Beverly Johnson         | Spojené státy americké | New York, Spojené státy americké |
| 1975 | Margaux Hemingway       | Spojené státy americké | New York, Spojené státy americké |
| 1976 | Iman                    | Somálsko               | New York, Spojené státy americké |
| 1977 | Gia Carangi             | Spojené státy americké | New York, Spojené státy americké |
| 1978 | Nina Winkler            | Nizozemsko             | New York, Spojené státy americké |
| 1979 | Emma Svenson            | Švédsko                | New York, Spojené státy americké |
| 1980 | Diana York              | Spojené království     | New York, Spojené státy americké |
| 1981 | Nikica Martinović       | Jugoslávie             | New York, Spojené státy americké |
| 1982 | Penelope Adams          | Spojené státy americké | New York, Spojené státy americké |
| 1983 | Linda Evangelista       | Kanada                 | New York, Spojené státy americké |
| 1984 | Pavlína Pořízková       | Československo         | New York, Spojené státy americké |
| 1985 | Tatjana Patitz          | Západní Německo        | New York, Spojené státy americké |
| 1986 | Cindy Crawford          | Spojené státy americké | New York, Spojené státy americké |
| 1987 | Naomi Campbell          | Spojené království     | New York, Spojené státy americké |
| 1988 | Christy Turlington      | Spojené státy americké | New York, Spojené státy americké |
| 1989 | Helena Christensen      | Dánsko                 | New York, Spojené státy americké |
| 1990 | Kate Moss               | Spojené království     | New York, Spojené státy americké |
| 1991 | Tatiana Sorokko         | Sovětský svaz          | New York, Spojené státy americké |
| 1992 | Eva Herzigová           | Československo         | New York, Spojené státy americké |
| 1993 | Claudia Schiffer        | Německo                | New York, Spojené státy americké |
| 1994 | Carla Bruni             | Itálie                 | New York, Spojené státy americké |
| 1995 | Ling Tan                | Malajsie               | New York, Spojené státy americké |
| 1996 | Valeria Mazza           | Argentina              | New York, Spojené státy americké |
| 1997 | Carmen Kass             | Estonsko               | New York, Spojené státy americké |
| 1998 | Adriana Sklenaříková    | Slovensko              | New York, Spojené státy americké |
| 1999 | Karolína Kurková        | Česko                  | New York, Spojené státy americké |
| 2000 | Gisele Bündchen         | Brazílie               | New York, Spojené státy americké |
| 2001 | Miranda Kerr            | Austrálie              | New York, Spojené státy americké |
| 2002 | Marisa Lee Miller       | Spojené státy americké | New York, Spojené státy americké |
| 2003 | Selita Ebanks           | Kajmanské ostrovy      | New York, Spojené státy americké |
| 2004 | Brittany S. Pears       | Kanada                 | New York, Spojené státy americké |
| 2005 | Rosie Huntington        | Spojené království     | New York, Spojené státy americké |
| 2006 | Selma Fernandéz         | Mexiko                 | New York, Spojené státy americké |
| 2007 | Joan Smalls             | Portoriko              | New York, Spojené státy americké |
| 2008 | Fei Fei Sun             | Čína                   | New York, Spojené státy americké |
| 2009 | Vanessa Axente          | Maďarsko               | New York, Spojené státy americké |
| 2010 | Cara Delevingne         | Spojené království     | New York, Spojené státy americké |
| 2011 | Melanie Lane            | Spojené království     | New York, Spojené státy americké |
| 2012 | Tamara Morgendorf       | Spojené státy americké | New York, Spojené státy americké |
| 2013 | Jennifer Francois       | Kanada                 | New York, Spojené státy americké |
| 2014 | Astrid Aguilera         | Venezuela              | New York, Spojené státy americké |
| 2015 | Ingrid Downtown         | Irsko                  | New York, Spojené státy americké |

| Země                      | Počet vítězství | Ročník |
| ------------------------- | --------------- | --- |
| Spojené státy americké    | 23              | 1944, 1945, 1946, 1947, 1948, 1949, 1950, 1957, 1963, 1964, 1967, 1970, 1971, 1972, 1973, 1974, 1975, 1977, 1982, 1986, 1988, 2002, 2012 |
| Spojené království        | 10              | 1956, 1959, 1962, 1966, 1980, 1987, 1990, 2005, 2010, 2011                                                                               |
| Československo / Česko    | 4               | 1968, 1984, 1992, 1999 |
| Západní Německo / Německo | 4               | 1952, 1965, 1985, 1993 |
| Kanada                    | 3               | 1983, 2004, 2013 |
| Švédsko                   | 3               | 1951, 1960, 1979 |
| Francie                   | 1               | 1953 |
| Egypt                     | 1               | 1954 |
| Belgie                    | 1               | 1955 |
| Jižní Afrika              | 1               | 1958 |
| Japonsko                  | 1               | 1961 |
| Rakousko                  | 1               | 1969 |
| Somálsko                  | 1               | 1976 |
| Nizozemsko                | 1               | 1978 |
| Jugoslávie                | 1               | 1981 |
| Dánsko                    | 1               | 1989 |
| Sovětský svaz             | 1               | 1991 |
| Itálie                    | 1               | 1994 |
| Malajsie                  | 1               | 1995 |
| Argentina                 | 1               | 1996 |
| Estonsko                  | 1               | 1997 |
| Slovensko                 | 1               | 1998 |
| Brazílie                  | 1               | 2000 |
| Austrálie                 | 1               | 2001 |
| Kajmanské ostrovy         | 1               | 2003 |
| Mexiko                    | 1               | 2006 |
| Portoriko                 | 1               | 2007 |
| Čína                      | 1               | 2008 |
| Maďarsko                  | 1               | 2009 |
| Venezuela                 | 1               | 2014 |
| Irsko                     | 1               | 2015 |

| Jméno a příjmení  | Země                   | Vítězka z roku | Modelka dekády | Nejlépe placená modelka od-do | Počet let |
| ----------------- | ---------------------- | -------------- | -------------- | ----------------------------- | --------- |
| Jean Patchett     | Spojené státy americké | 1947           | 1940–1949      | 1947–1951                     | 5         |
| Shannen Taylor    | Spojené státy americké | 1949           | XXXX           | 1952–1954                     | 3         |
| Anna Lexa         | Německo                | 1952           | XXXX           | 1955–1956                     | 2         |
| Sunny Harnett     | Spojené státy americké | 1957           | 1950–1959      | 1957–1963                     | 6         |
| Hiroko Matsumoto  | Japonsko               | 1961           | XXXX           | 1964–1965                     | 2         |
| Twiggy            | Spojené království     | 1966           | 1960–1969      | 1966–1969                     | 4         |
| Donyale Luna      | Spojené státy americké | 1970           | XXXX           | 1970–1972                     | 3         |
| Janice Dickinson  | Spojené státy americké | 1973           | 1970–1979      | 1973–1977                     | 5         |
| Gia Carangi       | Spojené státy americké | 1977           | XXXX           | 1978–1981                     | 4         |
| Christie Brinkley | Spojené státy americké | 1972           | 1980–1989      | 1982–1987                     | 6         |
| Linda Evangelista | Kanada                 | 1983           | XXXX           | 1988–1991                     | 4         |
| Cindy Crawford    | Spojené státy americké | 1986           | 1990–1999      | 1992–1998                     | 7         |
| Karolína Kurková  | Česko                  | 1999           | XXXX           | 1999–2001                     | 3         |
| Claudia Schiffer  | Německo                | 1993           | XXXX           | 2002–2003                     | 2         |
| Gisele Bündchen   | Brazílie               | 2000           | 2000–2009      | 2004–2012                     | 9         |
| Cara Delevingne   | Spojené království     | 2010           | 2010–2019      | 2013–2015                     | 3         |